# Adel Hammoude
Adel Hammoude (arab. ‏عادل حمودي‎; ur. 8 marca 1960) − syryjski pięściarz, uczestnik Letnich Igrzysk Olimpijskich w 1980 roku w Moskwie.

## Igrzyska Olimpijskie
Adel Hammoude wystąpił na Igrzyskach Olimpijskich w Moskwie w 1980, w wadze papierowej. Na tych zawodach wystąpił w jeden walce − w której został znokautowany przez reprezentanta Rumunii Dumitru Șchiopu − i został ostatecznie sklasyfikowany na 17. pozycji.